# Borislava Perić
Borislava Perić-Ranković (serbe en écriture cyrillique : Борислава Перић-Ранковић), née le 16 juin 1972 à Bečej (RS de Serbie), est une pongiste handisport serbe concourant en classe 4. Elle remporte la médaille d'or aux jeux paralympiques de 2016 après trois médailles d'argent (2008, 2012, 2016) et une médaille de bronze (2020).

## Biographie
Victime d'un accident du travail ayant touché sa colonne vertébrale en 1994, elle se retrouve en fauteuil roulant.

## Carrière
Aux Jeux de 2012, Borislava Perić perd en finale face à la Chinoise Zhou Ying et repart avec la médaille d'argent. Elle était déjà repartie de Pékin en 2008 avec ce même métal. Pour les Jeux paralympiques d'été de 2016, elle est désignée comme porte-drapeau de la délégation serbe lors de la cérémonie d'ouverture. Elle y remporte sa première médaille d'or paralympique en battant la Chinoise Zhang Miao en finale.

## Palmarès

### Jeux paralympiques
- médaille d'or en individuel classe 4 aux Jeux paralympiques d'été de 2016 à Rio de Janeiro
- médaille d'argent en individuel classe 4 aux Jeux paralympiques d'été de 2008 à Pékin
- médaille d'argent en individuel classe 4 aux Jeux paralympiques d'été de 2012 à Londres
- médaille d'argent par équipes classe 4-5 aux Jeux paralympiques d'été de 2016 à Rio de Janeiro
- médaille de bronze par équipes classe 4-5 aux Jeux paralympiques d'été de 2020 à Tokyo